# Campeonato Sul-Americano de Atletismo Juvenil de 1992
O Campeonato Sul-Americano de Atletismo Juvenil de 1992 foi a 11ª edição da competição de atletismo organizada pela CONSUDATLE, para atletas com até 17 anos, classificados como juvenil. O evento foi realizado na cidade de Santiago, no Chile, entre 2 e 4 de outubro de 1992. Contou com a presença de aproximadamente 251 atletas de 11 nacionalidades distribuídos em 38 provas.

## Medalhistas
Esses foram os resultados do campeonato. Resultados completos podem ser encontrados no site "World Junior Athletics History". 

### Masculino
| Evento                      | Ouro                                                                                 | Ouro     | Prata                                                                         | Prata    | Bronze                                                                              | Bronze   |
| --------------------------- | ------------------------------------------------------------------------------------ | -------- | ----------------------------------------------------------------------------- | -------- | ----------------------------------------------------------------------------------- | -------- |
| 100 metros                  | Marcelo Sieburger (BRA)                                                              | 11.32    | Adriano Kantoviski (BRA)                                                      | 11.36    | Sergio Alessandría (ARG)                                                            | 11.56    |
| 200 metros                  | Daniel Sarmiento (URU)                                                               | 22.23    | Adriano Kantoviski (BRA)                                                      | 22.57    | José Vilches (VEN)                                                                  | 22.64    |
| 400 metros                  | Gustavo Aguirre (ARG)                                                                | 49.99    | Víctor Hugo Goulart (BRA)                                                     | 50.03    | Martín Guignard (ARG)                                                               | 50.45    |
| 800 metros                  | Gustavo Aguirre (ARG)                                                                | 1:57.27  | Carlos Córcida (VEN)                                                          | 1:57.40  | Gustavo Rodrigues (BRA)                                                             | 1:58.17  |
| 1 500 metros                | Marcelo da Silva (BRA)                                                               | 3:59.19  | Carlos Córcida (VEN)                                                          | 4:00.65  | Márcio da Silva (BRA)                                                               | 4:01.34  |
| 5 000 metros                | Marcelo da Silva (BRA)                                                               | 14:53.94 | Clodoaldo da Silva (BRA)                                                      | 15:00.96 | Hugo Balbín (PER)                                                                   | 15:24.09 |
| 5 km marcha atlética        | Reinaldo Rosario (VEN)                                                               | 22:10.07 | Rolando Endara (BOL)                                                          | 22:21.86 | Omar Aguirre (ECU)                                                                  | 22:53.15 |
| 110 metros barreiras        | Moisés Pereira (BRA)                                                                 | 14.27    | Vladimir Zape (COL)                                                           | 14.52    | José David Riesco (PER)                                                             | 15.07    |
| 300 metros barreiras        | Víctor Hugo Goulart (BRA)                                                            | 37.79    | Marcelo Nunes (BRA)                                                           | 38.78    | Vladimir Zape (COL)                                                                 | 38.88    |
| 1.500 metros com obstáculos | Julián Peralta (ARG)                                                                 | 4:18.89  | Carlos Torres (BRA)                                                           | 4:18.93  | Egon Epuyao (CHI)                                                                   | 4:29.71  |
| 4×100 metros estafetas      | Brasil · Sérgio dos Santos · Víctor Goulart · Marcelo Sieburger · Adriano Kantoviski | 43.49    | Uruguai · Luis Botto · Luis Junarena · Leonardo Pujadas · Daniel Sarmiento    | 43.53    | Argentina · Sergio Alessandria · Fernando García · Martin Guignard · Daniel Ledesma | 44.15    |
| 4×400 metros estafetas      | Chile · Rodrigo Sandoval · Elias Zúñiga · Carlos Esperguel · Enrique Guzmán          | 3:27.08  | Argentina · Pablo Martina · Daniel Ledesma · Julián Peralta · Martin Guignard | 3:29.79  | Uruguai · Christian Stahl · Luis Botto · Luis Junarena · Daniel Sarmiento           | 3:35.3   |
| Salto em altura             | David Vilar (ARG)                                                                    | 2.03     | Moisés Pereira (BRA)                                                          | 2.00     | Juan Carlos Chávez (ARG)                                                            | 1.91     |
| Salto com vara              | Francisco Hargous (CHI)                                                              | 3.80     | Francisco Rusillo (ARG)                                                       | 3.80     | Gerardo Zegers (CHI)                                                                | 3.70     |
| Salto em comprimento        | Antonio Álvarez (COL)                                                                | 6.73     | Augusto Morelnitschke (BRA)                                                   | 6.66     | Sérgio dos Santos (BRA)                                                             | 6.62     |
| Salto triplo                | Sérgio dos Santos (BRA)                                                              | 14.39    | Antonio Álvarez (COL)                                                         | 13.93    | Juan Carlos Chávez (ARG)                                                            | 13.86    |
| Arremesso de peso           | Francisco Pinter (ARG)                                                               | 16.09    | Jorge Vázquez (PAR)                                                           | 14.75    | José Ferreira (ARG)                                                                 | 14.68    |
| Lançamento de disco         | Luciano Perufo (BRA)                                                                 | 50.60    | Juan Cerra (ARG)                                                              | 49.74    | Jorge Paggi (ARG)                                                                   | 46.36    |
| Lançamento do martelo       | Juan Cerra (ARG)                                                                     | 69.64    | Sebastián Barlasina (ARG)                                                     | 52.36    | Marcos dos Santos (BRA)                                                             | 46.52    |
| Lançamento do dardo         | Marcelo Silva (BRA)                                                                  | 53.28    | Diego Stucky (ARG)                                                            | 50.60    | Caio Leal (BRA)                                                                     | 49.98    |
| Hexatlo                     | Moisés Pereira (BRA)                                                                 | 4172     | Jeremy Racey (CHI)                                                            | 3818     | Carlos Vega (CHI)                                                                   | 3688     |

### Feminino
| Evento                 | Ouro                                                                                   | Ouro     | Prata                                                                         | Prata    | Bronze                                                                           | Bronze   |
| ---------------------- | -------------------------------------------------------------------------------------- | -------- | ----------------------------------------------------------------------------- | -------- | -------------------------------------------------------------------------------- | -------- |
| 100 metros             | Gilda Massa (PER)                                                                      | 12.16    | Helena Guerrero (COL)                                                         | 12.25    | Ana Caicedo (ECU)                                                                | 12.39    |
| 200 metros             | Noelia Álvarez (COL)                                                                   | 25.46    | Paola Restrepo (COL)                                                          | 25.87    | Adriana González (VEN)                                                           | 25.93    |
| 400 metros             | Raquel Maraviglia (ARG)                                                                | 56.63    | Noelia Álvarez (COL)                                                          | 57.01    | Xiomara Díaz (VEN)                                                               | 58.31    |
| 800 metros             | Miriam Achote (ECU)                                                                    | 2:15.93  | Luciana França (BRA)                                                          | 2:16.75  | Soledad Galarza (ARG)                                                            | 2:17.38  |
| 1 500 metros           | Miriam Achote (ECU)                                                                    | 4:38.63  | Francislene da Silva (BRA)                                                    | 4:42.42  | Susana Trinak (ARG)                                                              | 4:46.05  |
| 3 000 metros           | Miriam Achote (ECU)                                                                    | 9:47.20  | Fabiana da Silva (BRA)                                                        | 9:56.88  | Bertha Sánchez (COL)                                                             | 10:03.63 |
| 3 km marcha atlética   | Ángela Araya (BOL)                                                                     | 14:40.94 | María Vele (ECU)                                                              | 15:17.59 | Yolanda Duchi (ECU)                                                              | 15:21.71 |
| 100 metros barreiras   | Gilda Massa (PER)                                                                      | 13.96    | Kátia da Silva (BRA)                                                          | 14.57    | Gilvaneide de Oliveira (BRA)                                                     | 14.68    |
| 300 metros barreiras   | María Fernanda de Bastos (ARG)                                                         | 44.34    | Renata Brito (BRA)                                                            | 44.85    | Cristiane de Araújo (BRA)                                                        | 45.43    |
| 4×100 metros estafetas | Peru · Patricia Hasegawa · Gina Alvarado · Patricia Vargas · Gilda Massa               | 48.38    | Brasil · Sandra Ferreira · Irene Boldrim · Cristiane Barbosa · Karina Fonseca | 48.46    | Uruguai · Alejandra Monza · Catherine Batalla · Adriana Manzilla · Rocío Cabrera | 49.30    |
| 4×400 metros estafetas | Argentina · Lorena Gimenez · Andrea Bordalejo · Fernanda De Bastos · Raquel Maraviglia | 3:55.70  | Brasil · Renata Brito · Cristiane Barbosa · Freitas · Sandra Ferreira         | 3:56.73  | Chile · Minerva Navarrete · Vasquez · Jessica Brito · Catherine Aravena          | 4:00.41  |
| Salto em altura        | Luciane Dambacher (BRA)                                                                | 1.70     | Solange Witteveen (ARG)                                                       | 1.70     | Teresa Rodríguez (VEN)                                                           | 1.67     |
| Salto em comprimento   | Gilda Massa (PER)                                                                      | 5.63     | Romina Varejão (ARG)                                                          | 5.36     | Helena Guerrero (COL)                                                            | 5.31     |
| Arremesso de peso      | Fernanda de Oliveira (BRA)                                                             | 12.28    | Clara Palacios (COL)                                                          | 11.67    | Josiane Soares (BRA)                                                             | 11.59    |
| Lançamento de disco    | María Eugenia Giggi (ARG)                                                              | 43.68    | Candela Marchessi (ARG)                                                       | 40.98    | Katiuscia de Jesus (BRA)                                                         | 39.52    |
| Lançamento do dardo    | Patricia Alonso (VEN)                                                                  | 44.74    | Sabina Moya (COL)                                                             | 42.40    | Romina Maggi (ARG)                                                               | 40.40    |
| Pentatlo               | Kátia da Silva (BRA)                                                                   | 3166     | Cleonice Ribeiro (BRA)                                                        | 2965     | Michelle León (CHI)                                                              | 2915     |

## Quadro de medalhas (não oficial)
| Ordem | País      | Medalha de ouro | Medalha de prata | Medalha de bronze | Total |
| ----- | --------- | --------------- | ---------------- | ----------------- | ----- |
| 1     | Brasil    | 13              | 16               | 9                 | 38    |
| 2     | Argentina | 10              | 8                | 10                | 28    |
| 3     | Peru      | 4               | 0                | 2                 | 6     |
| 4     | Equador   | 3               | 1                | 3                 | 7     |
| 5     | Colômbia  | 2               | 7                | 3                 | 12    |
| 6     | Venezuela | 2               | 2                | 4                 | 8     |
| 7     | Chile     | 2               | 1                | 5                 | 8     |
| 8     | Uruguai   | 1               | 1                | 2                 | 4     |
| 9     | Bolívia   | 1               | 1                | 0                 | 2     |
| 10    | Paraguai  | 0               | 1                | 0                 | 1     |

## Participantes (não oficial)
Uma contagem não oficial produziu o número de 251 atletas de 11 nacionalidades. Lista detalhada dos resultados podem ser encontradas no site "World Junior Athletics History" 
| - Argentina (53) - Bolívia (12) - Brasil (51) - Chile (51) | - Colômbia (10) - Equador (20) - Panamá (1) - Paraguai (4) | - Peru (11) - Uruguai (28) - Venezuela (10) |